# 圣莱热莱维涅
圣莱热莱维涅（法語：Saint-Léger-les-Vignes，法語發音：[sɛ̃ leʒe le viɲ] ⓘ），是法国大西洋卢瓦尔省的一个市镇，位于该省中部，属于南特区和南特都会区，其市镇面积为6.49平方公里，2022年1月1日时人口数量为2,114人。
圣莱热莱维涅是南特都会区的组成部分，位于南特市区西南部大约11公里处。

## 行政
圣莱热莱维涅的邮政编码为44710，INSEE市镇编码为44171。

## 地理

圣莱热莱维涅在大西洋卢瓦尔省内的位置

圣莱热莱维涅（47°8'10"N, 1°43'56"W）位于法国西北部，卢瓦尔河地区大区西部和大西洋卢瓦尔省中部。
与圣莱热莱维涅接壤的市镇包括：布艾、布兰、圣佩尔港、圣马尔德库泰。
阿什诺河（L'Acheneau）流经圣莱热莱维涅市区南部。境内地势平坦，海拔在0至29米之间。
按照柯本气候分类法，圣莱热莱维涅属于较为典型的温带海洋性气候，全年温差较小，降水分布均匀。

## 历史
“莱维涅”一名在法语中意为“葡萄酒种植园”，圣莱热莱维涅附近是一个葡萄酒产区。
圣莱热莱维涅历史上长期为普通村落，20世纪末逐渐形成居民区。

## 交通
大西洋卢瓦尔省省道D751线经过圣莱热莱维涅境内。南特公交88路经过圣莱热莱维涅境内。

## 人口
| 年份   | 1936 | 1946 | 1954 | 1962 | 1968 | 1975 | 1982 | 1990 | 1999  | 2006  | 2007  | 2012  | 2017  |
| ------ | ---- | ---- | ---- | ---- | ---- | ---- | ---- | ---- | ----- | ----- | ----- | ----- | ----- |
| 人口數 | 393  | 437  | 462  | 451  | 451  | 484  | 721  | 946  | 1 158 | 1 375 | 1 406 | 1 540 | 1 844 |